# Deströyer 666
Deströyer 666 es una banda de metal extremo, proveniente de Melbourne, Australia.

## Historia

### Primeros años (1994 - 2000)
Warslut formó la banda después de su salida de la banda de black metal, Bestial Warlust. El proyecto fue una aventura en solitario al principio, pero con el tiempo evolucionó en una banda apropiada. EP debut del grupo, Violence is the Prince of this World aparece Warslut en la guitarra, bajo y voz, con Matt Skitz de Damaged y Criss Volcano de Abominator en la batería. La canción "The Eternal Glory of War" fue posteriormente re-grabada para el álbum de Phoenix Rising.
Después de este lanzamiento, Deströyer 666 tiene una línea completa e incluyeron al bajista Bullet Eater (también conocido como Phil Gresik, ex-Bestial Warlust, Angel Of Death y Mass Confusion), el Evangelio de la batería de obuses y metralla Cuernos guitarrista. Con estos miembros de la banda grabó su primer álbum, Unchain the Wolves. Después de este obús fue reemplazado por el Engañador y en 1999 registró 666 Destructor Phoenix Rising, aunque no se publicó hasta más de un año después.

### Consolidación (2001 - presente)
Durante el año 2000, Destroyer 666 realizó giras por Europa extensamente. El baterista Holandés Eric de Windt de Sinister and Prostitute Disfigurement, se unió a la banda tras la grabación del EP King of Kings. Gresik fue reemplazado por Simon Berserker. El Phoenix Rising fue lanzado por Season of Mist, en noviembre. De Windt fue reemplazado por el baterista alemán Mersus en 2001 y Destroyer 666 hizo otra vez algunas giras por Europa, de nuevo con Immolation y Deranged, luego de lo cual se fueron de Australia por el bien de la banda. Warslut establecido en Eindhoven en los Países Bajos y la Shrapnel comenzó a vivir en Londres.
El álbum del 2002, Cold Steel... for an Iron Age aparece en portada, que la banda ha repudiado, afirmando que nunca se aprobó.
Una reedición del álbum estaba prevista para finales de 2005 pero a partir de mayo de 2009, este aún no ha salido a la luz. Se supone que cuentan con todas las nuevas obras de arte, así como canciones adicionales. El grupo también está trabajando en un nuevo LP que contiene todas las canciones previamente lanzadas hasta el 7 de EP de vinilo ".
El último álbum, titulado Defiance, fue lanzado en junio de 2009. Este álbum es notable en Deströyer 666 tradición, ya que es el primer álbum donde ha sido ninguna de la música escrita por Warslut, mientras que se ha concentrado en las letras como de costumbre y la música ha sido compuesta por la metralla y la navaja de Matt. El álbum ha sido muy bien recibido por los fanes y los críticos para mantener Destroyer 666 y en el soporte del acto de culto se han convertido.

## Discografía
- Unchain the Wolves (1997)
- Phoenix Rising (2000)
- Cold Steel... for an Iron Age (2002) (re-lanzado en 2005)
- Defiance (2009)
- Wildfire (2016)